# Música de Ghana

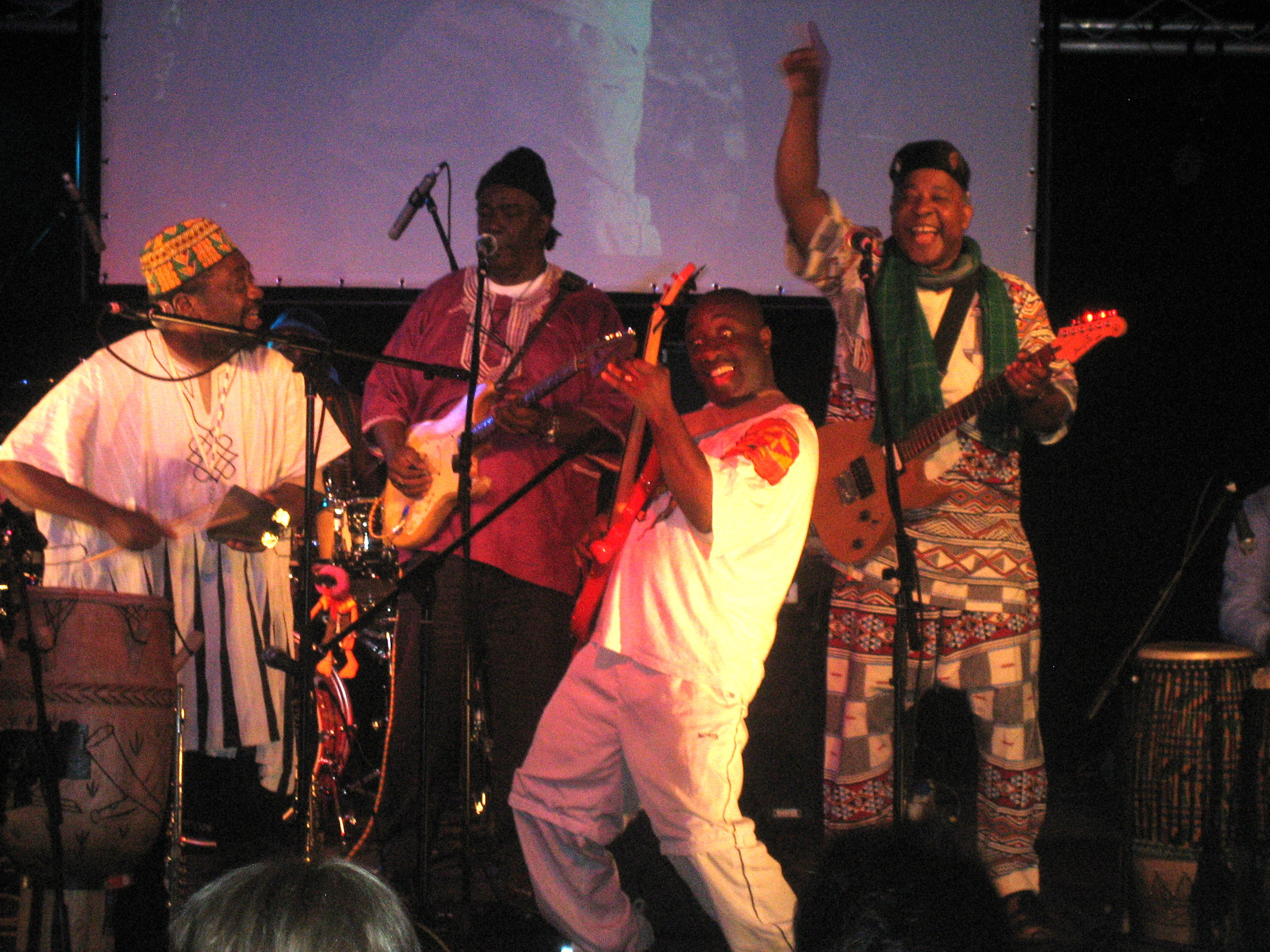
Orquesta ghanesa Osibisa en 2008.

La música en Ghana está compuesta por muchos estilos de música tradicional y moderna, debido a la posición geográfica cosmopolita de Ghana en el continente africano. El género moderno más conocido que se origina en Ghana es el highlife, que durante muchos años, fue el género musical preferido hasta la introducción del hiplife y muchos otros.

## Música tradicional
La musicología tradicional de Ghana puede dividirse geográficamente entre el país abierto y el vasto de la sabana del norte de Ghana, habitado por grupos de hablantes ghaneses, lenguas gur y mande; y las fértiles y boscosas zonas costeras del sur, habitadas por ghanianos que hablan kwa lenguas como la del pueblo akan.

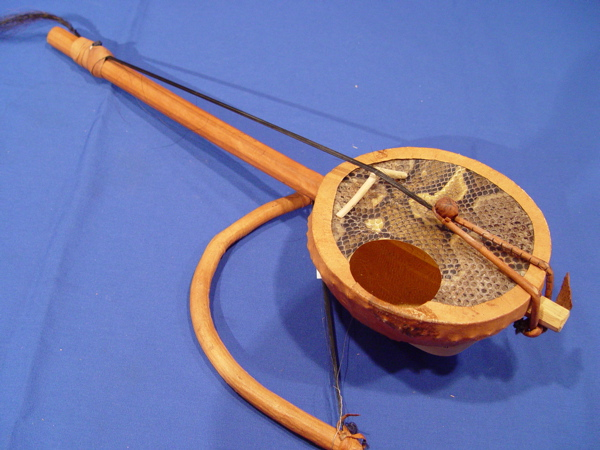
Goje de Ghana del Norte.

- Las tradiciones musicales del norte pertenecen a las tradiciones más amplias. Presenta una mezcla de composición melódica en instrumentos de cuerda como el kologo semejante a un laúd y el goje a un violín, instrumentos de viento como flautas y trompetas, y voz; con polirritmos con palmadas o tocados en el tambor parlante, tambores de calabazas o tambores de brekete bombo. La tradición de la música balafon también es común, especialmente en el noroeste de Ghana alrededor de Wa y Lawra en la Región Alta Occidental. La música en los estilos norteños se fija sobre todo a una escala menor pentatónica y melisma] juega un papel importante en los estilos melódicos y vocales. Hay una larga historia de tradiciones griot que cantan alabanzas.

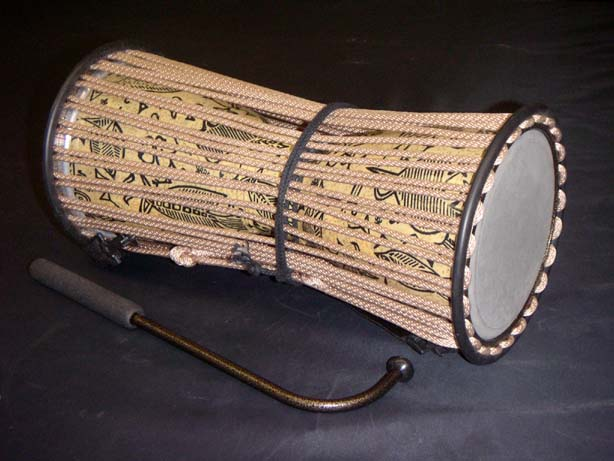
Tambor parlante.

- La música de la costa está asociada con funciones sociales y se basa en patrones polirrítmicos complejos que suenan con tambores y campanas , así como en canciones armonizadas. Los tambores y la danza a menudo están vinculados, y la tradición de los tambores parlantes reales, membranófono —distinta del tambor parlante norte— significa que la música se usa ampliamente para la comunicación de temas tangibles y esotéricos. La más conocida de las tradiciones de tambores del sur de Ghana son los conjuntos de tambores y campanas kete y adowa (timbal). La música también puede estar vinculada a las religiones tradicionales. Una excepción a esta regla es la tradición Akan de cantar con el arpa-laúd seperewa que tuvo su origen en las arpas de cuerda del norte y el oeste.

## Período de la Costa Dorada
Durante la época de la Costa de Oro británica, fue un semillero de sincretismo musical. Ritmos especialmente del gombe y el ashiko, estilos de guitarra como el de main line y de Osibisa, bandas de música europeas y salomas marinas, se combinaron en un crisol de culturas de música, que se convirtió en highlife.

## Mediados delsigloXXy la invención del pop ghanés
Ghana se convirtió en una nación independiente en 1957. La música de Ghana a menudo refleja una influencia caribeña, pero todavía conserva un sabor propio. Mientras que la música pan-ghanesa se había desarrollado durante algún tiempo, a mediados del siglo XX se produjo el desarrollo de la música pop ghanesa. Highlife incorporó elementos de swing, jazz, rock, ska y soukous. En mucho menor medida, los músicos ghaneses tuvieron éxito en los Estados Unidos y, brevemente, en el Reino Unido, con el sorprendente éxito del afro-rock de Osibisa en la década de 1970.

### Bandas de guitarra de los años 1930 a los 1960
En la década de 1930, Sam's Trio, dirigido por Jacob Sam, era la más influyente de las bandas de guitarra de highlife. Su «Yaa Amponsah», tres versiones de las cuales fueron grabadas en 1928 para Zonophone, fue un gran éxito que sigue siendo un elemento básico popular de numerosas bandas de highlife. El siguiente líder importante de la banda de guitarra fue EK Nyame, quien cantó en Twi. Nyame también agregó el contrabajo y más elementos del hemisferio occidental, incluido el jazz y la música cubana por recomendación de su productor y gerente E. Newman-Adjiri. En la década de 1960, la highlife de la danza era más popular que la de la banda de guitarra; la mayoría de las bandas de guitarra comenzaron a usar la guitarra eléctrica hasta un renacimiento de raíces a mediados de la década de 1970.

### Danza highlife de los años 1930 a los 1960
Dance highlife evolucionó durante la Segunda Guerra Mundial, cuando el jazz y el swing estadounidenses se hicieron populares con la llegada de militares de los Estados Unidos y el Reino Unido. Después de la independencia en 1957, el gobierno socialista comenzó a alentar la música popular, pero la highlife siguió siendo popular y con influencias de la música trinitense. ET Mensah fue el músico más influyente de este período, y su banda «The Tempos», con frecuencia acompañaba al presidente. El líder de la banda original de «The Tempos» fue Guy Warren, quien fue responsable de presentar la música caribeña a Ghana y, más tarde, fue conocido por una serie de fusiones innovadoras de ritmos africanos y del jazz estadounidense. Ebo Taylor, King Bruce, Jerry Hansen (músico) y Stan Plange también lideraron bandas de baile influyentes durante las décadas de 1950 y 1960. Sin embargo, en la década de 1970, la música pop de Europa y los Estados Unidos dominó la escena ghanesa hasta un renacimiento de las raíces de mediados de la década de 1970.

### 1970: renacimiento de las raíces
A principios de la década de 1970, la highlife de estilo tradicional había sido superada por las bandas de guitarra eléctrica y la música pop-dance. Desde 1966 y la caída del presidente Kwame Nkrumah, muchos músicos ghaneses se mudaron al extranjero y se establecieron en los Estados Unidos y el Reino Unido. Las bandas de highlife surgieron como Sammy Kofi's —también conocido como Kofi Sammy—. En 1971, el festival de música «Soul to Soul» se celebró en Acra. Tocaron varios músicos legendarios estadounidenses, incluidos Wilson Pickett, Ike Turner y Tina Turner y Carlos Santana. A excepción del mexicano-americano Santana, estas superestrellas estadounidenses eran todas negras, y su presencia en Acra fue vista como legitimando la música ghanesa. Aunque el concierto ahora es recordado principalmente por su papel como catalizador en el posterior renacimiento de las raíces de Ghana, también condujo a una mayor popularidad para el rock y el soul estadounidense. Inspirados por los músicos estadounidenses, surgieron nuevas bandas de guitarra en Ghana, incluidas Nana Ampadu y los African Brothers, The City Boys y otros. Músicos como CK Mann, Daniel Amponsah y Eddie Donkor incorporaron nuevos elementos, especialmente del reggae jamaicano. Un grupo llamado Wulomei también surgió en la década de 1970, dirigiendo un renacimiento cultural para animar a los jóvenes ghaneses a apoyar la música de sus propios compatriotas. En la década de 1980, el Reino Unido estaba experimentando un auge en la música africana a medida que los ghaneses y otros se trasladaron allí en grandes cantidades.  El grupo Hi-Life International fue probablemente la banda más influyente de la época, y otros incluyeron a Jon K, Dade Krama, Orchestra Jazira y Ben Brako.  Sin embargo, a mediados de la década, las leyes de inmigración británicas cambiaron y el foco de la emigración ghanesa se trasladó a Alemania.
La comunidad ghanesa-alemana creó una forma de highlife llamada Burger-highlife. El músico más influyente de esta forma fue George Darko, cuyo "Akoo te brofo" en su álbum 'Friends', acuñó el término y se considera el comienzo del género. La highlife de Burgher fue extremadamente popular en Ghana, especialmente después de que se añadieron a la mezcla ritmos de baile generados por computadora. En el mismo período, apareció una comunidad ghanesa en Toronto y en otras partes de Canadá. Pat Thomas es probablemente el músico ghanés-canadiense más famoso. Otros emigrados incluyen Obo Addy ghanés-estadounidense, Andy Vans ghanés-suizo y Kumbi Salleh ghanés-holandés. En la propia Ghana durante la década de 1980, el reggae se hizo extremadamente popular.

### Hiplife
A finales de la década de 1990, una nueva generación de artistas descubrió el llamado hiplife. El creador de este estilo es Reggie Rockstone, un músico ghanés que se interesó por el hip-hop en los Estados Unidos antes de encontrar su estilo único. Hiplife era básicamente hiphop en el dialecto local ghanés respaldado por elementos del tradicional Highlife. El productor musical de Ace Hammer of The Last Two reveló a artistas como Obrafour, Tinny y Ex-doe que popularizaron incluso más el género musical Hiplife, respectivamente. Desde entonces, Hiplife ha proliferado y ha dado origen a estrellas como Reggie Rockstone, Sherifa Gunu, Ayigbe Edem, Samini y Sarkodie. Los productores responsables de dirigir este género a lo que es hoy en día, fueron Hammer of The Last Two, Ball J, y Jupitar Dancehall Artiste.

## Hip hop
El hip hop ghanés es un movimiento de subcultura y arte que se desarrolló en Ghana a fines de la década de 1990. El género hip hop surgió en Ghana a través de Reggie Rockstone, conocido como el padre del hiplife, y otros músicos notables como Jayso y Ball J. Primero llegó a Ghana como hiplife, donde Reggie Rockstone introdujo una fusión de ritmos hip hop con sonidos africanos para crear un género completamente nuevo conocido como Gh hiphop.